# Pycnoscelus confertus
Pycnoscelus confertus es una especie de cucarachas del género Pycnoscelus, familia Blaberidae.

## Historia
Fue descrito por primera vez en 1869 por Walker. F.